# 니시고리촌
니시고리촌(일본어: 西郡村)은 일본 오사카부 나카카와치군에 설치되었던 촌이다. 현재의 야오시에 해당한다.